# Inmigración española en Hawái

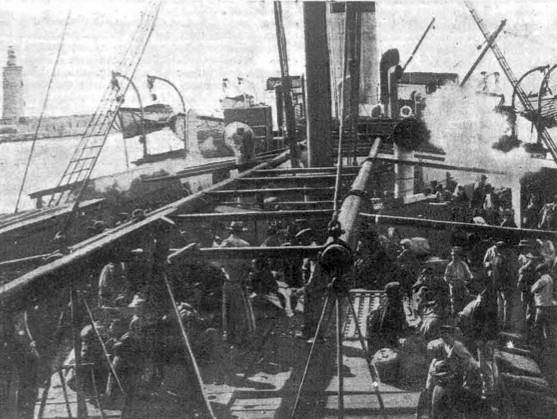
Inmigrantes españoles en la cubierta del SS Heliópolis en su camino a Hawái (1907).

La inmigración española en Hawái comenzó en 1907, cuando el gobierno hawaiano y la Asociación de Azucareros de Hawái (HSPA) decidieron complementar su actual importación de trabajadores portugueses a Hawái con trabajadores reclutados en España. La importación de trabajadores españoles, junto con sus familias, continuó hasta 1913, momento en el que se habían traído más de 9000 inmigrantes españoles, la mayoría de ellos reclutados para trabajar principalmente en las plantaciones de azúcar en Hawái.

## Historia

### Precedentes
Historiadores hawaianos, como Reginald Yzendoorn y Richard W. Rogers, defendieron la posibilidad del primer hallazgo europeo de las islas hawaianas por parte de España, especialmente por parte del marinero español Juan Gaetano, ya que varios documentos y mapas del siglo XVI detallaban islas en la misma posición geográfica que recibieron el nombre de: “La Mesa” en el caso de Hawái, “La Desgraciada” para referirse a Maui, “Ulloa” a Kahoolawe y “Los Monges” a Lanai y Molokai. Además, otros diarios de navegación, como los de las corbetas Descubierta y Atrevida, hacen coincidir en el mismo punto del océano Pacífico a dichas islas. Asimismo, geógrafos que tuvieron acceso a información privilegiada de las expediciones españolas, como Abraham Ortelius, no dejaron de situar en esas mismas coordenadas unas islas denominadas como “Los Bolcanes” y “La Farfana”.

### Inmigración temprana
Quizás el primer inmigrante español que se estableció en Hawái fue Francisco de Paula Marín, un aventurero autopromocionado que conocía varios idiomas y sirvió al rey Kamehameha I como intérprete y asesor militar. Más tarde, Marín pudo haber asesorado al hijo de Kamehameha, Kauikeaouli (Kamehameha III), sobre la incipiente industria ganadera de Hawái, ya que Marín había pasado un tiempo en la California española, y Kauikeaouli la visitó en 1832 para observar de primera mano la industria ganadera de California. Kauikeaouli quedó muy impresionado por la habilidad en el manejo de los caballos y el ganado de los vaqueros españoles de California, e invitó a varios de ellos a Hawái para enseñar esas habilidades a su propia gente. Los nativos hawaianos que estos vaqueros entrenaron se convirtieron en los «Paniolo», o «vaqueros hawaianos», que mantienen la tradición de la equitación y la cría de ganado hasta el día de hoy. No hay duda de que otros aventureros españoles llegaron a mediados del siglo XIX en barcos balleneros, pero su número habría sido escaso. Los inmigrantes españoles a Hawái fueron tan pocos antes de 1900 que fueron contados solo como «otros extranjeros» en el censo hawaiano.

### Inmigración de 1907 a 1913

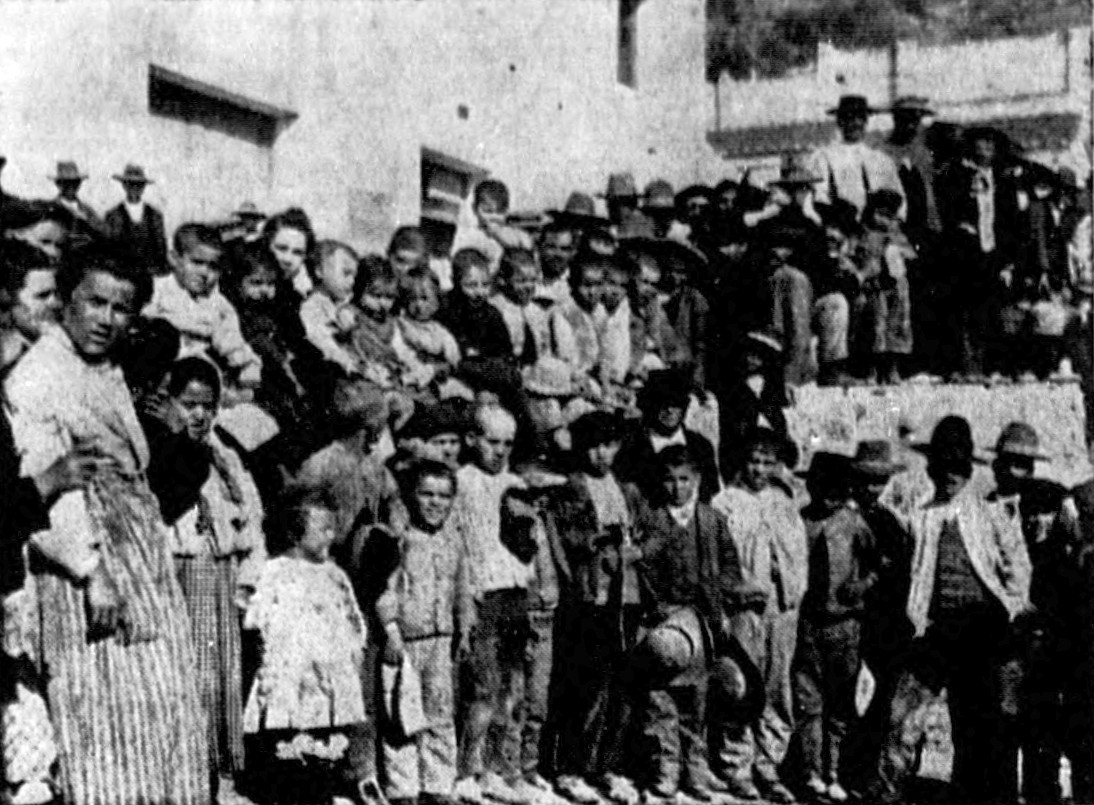
Niños españoles del SS Heliopolis después de llegar a Hawái.

El auge a finales del siglo XIX de la industria azucarera en las islas hawaianas creó una gran demanda de mano de obra para trabajar en las plantaciones de caña de azúcar. El gobierno hawaiano, con el apoyo de los propietarios de las plantaciones, trajo inicialmente trabajadores contratados de China para cubrir esta necesidad, pero el sentimiento público se volvió gradualmente en contra de la continua importación de los chinos, y se contrataron trabajadores portugueses para ocupar su lugar. Sin embargo, el alto costo asociado con el envío de trabajadores portugueses y sus familias a Hawái, y la realidad de que muchos portugueses permanecieron en las plantaciones solo el tiempo suficiente para cumplir sus obligaciones contractuales, llevó a la Asociación de Plantadores de Azúcar de Hawái (HSPA) a alentar al gobierno a considerar fuentes alternativas de mano de obra. España, en particular, se consideraba una fuente viable de trabajadores por contrato, que eran culturalmente más aceptables que muchos de los otros grupos étnicos que ya habían sido traídos.
La importación de trabajadores españoles a Hawái comenzó en 1907, cuando el buque de vapor británico SS Heliopolis llegó al puerto de Honolulu con 2.46 inmigrantes de la provincia española de Málaga. Sin embargo, los rumores sobre el mal alojamiento y la comida en el viaje crearon complicaciones políticas que retrasaron la siguiente importación española hasta 1911, cuando llegó el SS Orteric con un contingente mixto de 960 inmigrantes españoles y 565 portugueses, los españoles embarcaron en Gibraltar y los portugueses en Oporto y Lisboa. Sin embargo, los dos grupos discutieron y pelearon entre sí durante el largo viaje, «tanto que tuvieron que ser separados. Las mujeres... llegaron a tirarse del pelo». Aunque la inmigración portuguesa a Hawái terminó efectivamente después de la llegada de los ortéricos, la importación de trabajadores españoles y sus familias continuó hasta 1913, trayendo finalmente a Hawái un total de 9262 inmigrantes españoles.
A pesar de las esperanzas de que los inmigrantes españoles que llegaron a Hawái se quedaran y continuaran trabajando en las plantaciones de caña de azúcar, la mayoría emigró al territorio continental de los Estados Unidos, generalmente California, tan pronto como pudieron en busca de mayores oportunidades. Tanto es así que el censo de los Estados Unidos para 1930 enumeró sólo 1.219 residentes (0,3% de la población) de ascendencia española que aún permanecen en Hawái. Aunque los españoles tendían a desplazarse, fueron rápidamente suplantados por inmigrantes de habla hispana de Filipinas y Puerto Rico, que en 1930 constituían, respectivamente, el 17,1% y el 1,8% de la población. En comparación, los residentes de ascendencia portuguesa en 1930 constituían el 7,5% de la población.

#### Cómo llegaron a Hawái
Seis barcos entre 1907 y 1913 trajeron más de 9000 inmigrantes españoles a Hawaí. Aunque muchos de los inmigrantes portugueses que los precedieron en Hawaí llegaron en pequeños veleros de madera de menos de mil toneladas de capacidad bruta, todos los barcos que participaron en la inmigración española eran grandes buques de vapor de pasajeros con casco de acero.
| Nombre del barco | Tipo de barco  | Bandera   | Fecha de llegada        | Puerto de origen              | Días en el mar      | Hombres | Mujeres | Niños | Total |
| ---------------- | -------------- | --------- | ----------------------- | ----------------------------- | ------------------- | ------- | ------- | ----- | ----- |
| Heliopolis       | Barco de vapor | Británica | 26 de abril de 1907     | Málaga a través de las Azores | 47 días             | 608     | 554     | 1084  | 2246  |
| Orteric          | Barco de vapor | Británica | 13 de abril de 1911     | Oporto & Lisboa y Gibraltar   | 48 días (Gibraltar) | 547     | 373     | 531   | 1451  |
| Willesden        | Barco de vapor | Británica | 13 de diciembre de 1911 | Gibraltar                     | 52 días             | 639     | 400     | 758   | 1797  |
| Harpalion        | Barco de vapor | Británica | 16 de abril de 1912     | Gibraltar                     | 51 días             | 496     | 496     | 626   | 1618  |
| Willesden        | Barco de vapor | Británica | 30 de marzo de 1913     | Gibraltar                     | 49 días             | 491     | 377     | 490   | 1358  |
| Ascot            | Barco de vapor | Británica | 4 de junio de 1913      | Cardiff                       | 60 días             | 424     | 327     | 532   | 1283  |
|                  |                |           |                         |                               |                     | 2994    | 2527    | 4021  |       |
|                  |                |           |                         |                               |                     |         |         | Total | 9753  |

## Cooperación cultural
En 1864, España se interesó en tener mayores contactos con Hawái, pudiendo establecer un cónsul en Honolulu, ya que en esa época España todavía mantenía provincias de ultramar en el Pacífico. Por lo tanto, resultaba muy beneficioso diplomáticamente buscar vestigios históricos que acercasen la cultura española y hawaiana. Existen acuerdos de hermanamiento entre asociaciones musicales y deportivas, especialmente del surf, compartidas entre los archipiélagos de Canarias y Hawái.